# BMW International Open 2012

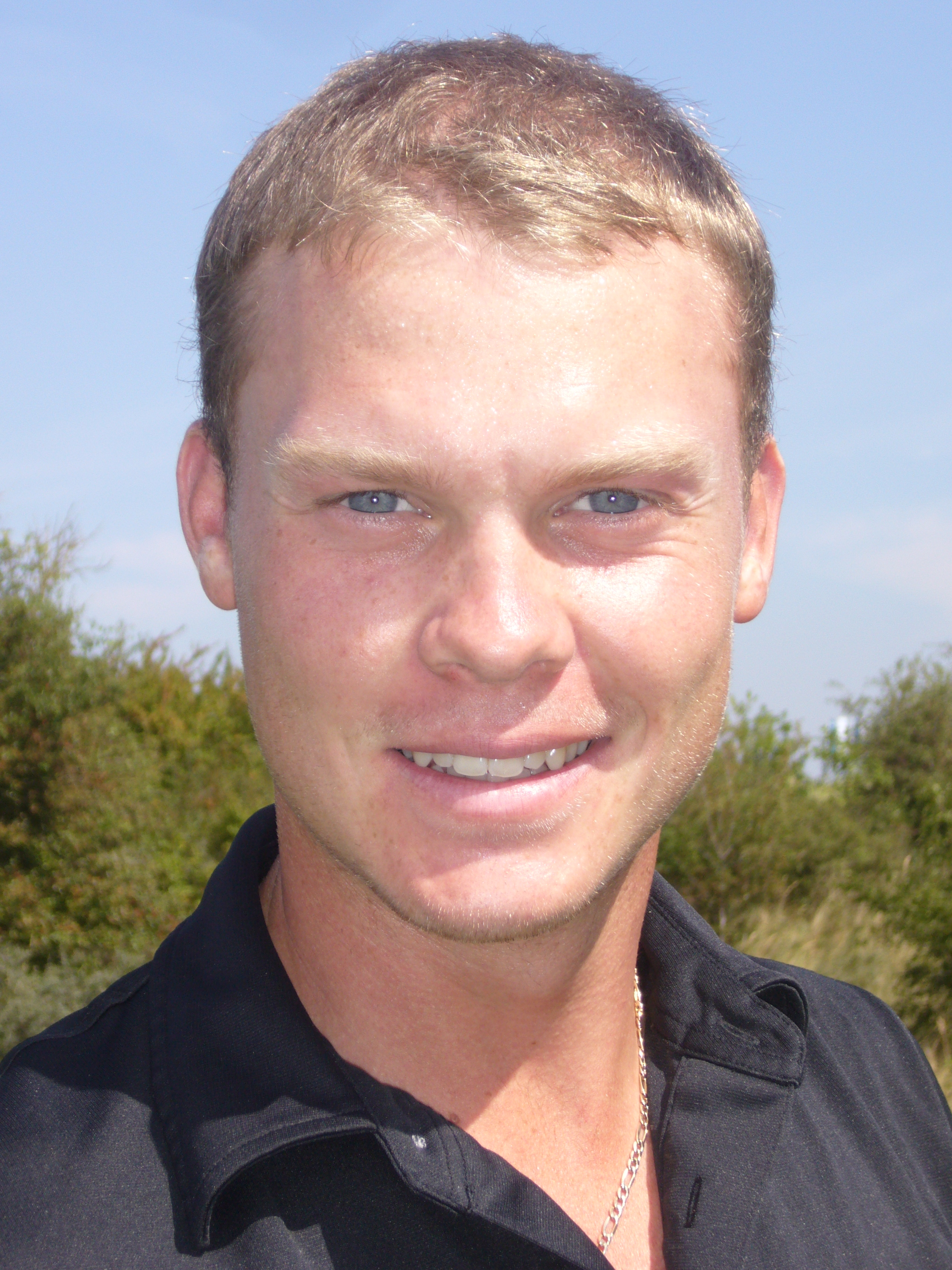
Danny Willett, winnaar 2012

Het BMW International Open is een jaarlijks golftoernooi van de Europese Tour. In 2012 wordt het voor de eerste keer gespeeld op de Golf Club Gut Lärchenhof bij Keulen van 21-24 juni. Titelverdediger is Pablo Larrazábal.

## De baan
De par van de baan is 72. Het is de enige baan in Duitsland die werd ontworpen door Jack Nicklaus. In 1995 ging de drivingrange vast open, in 1996 werden de eerste negen holes geopend en in 1997 werd de volledige baan geopend door Jack Nicklaus en Alex Cejka. De baan is vlak, op hole 8, 9 en 18 is water langs de fairway. Op hole 16, een par 5, is water rechts voor de green. Van 1998-2005 werd hier de Linde German Masters gespeeld, van 2007-2009 het Mercedes-Benz Kampioenschap en van 2012 en 2014 het BMW International Open.

## Verslag

#### Ronde 1
Marcus Fraser maakte de eerste ronde met acht birdies een score van 64, later maakte Fabrizio Zanotti ook 64, zijn kaart vertoonde twee eagles en een dubbel-bogey. Joost Luiten was de beste Nederlander met een score van 68 (-4), net als onder meer John Daly.

#### Ronde 2
Terwijl in Wassenaar de senior heren in stormachtig weer het Van Lanschot Open spelen, spelen de heren in Keulen ook in moeilijke omstandigheden. Toch maakte de in Chili geboren Joel Sjöholm ook een goede tweede ronde en kwam aan de leiding met een totaal van -11. De 45-jarige Ryder Cup speler Paul McGinley is een van de vier spelers die na de 2de ronde op de tweede plaats kwam.

#### Ronde 3
Aan de top veranderde niet veel, nummer 1 wisselde met nummer 2, Joel Sjöholm en Walker Cup speler Danny Willett hopen beiden op een eerste overwinning op de Europese Tour. De drie overgebleven Nederlanders speelden allen boven par en zakten in het klassement. De beste Duitser is Marcel Siem, hij staat met -9 op de zesde plaats.

#### Ronde 4
Het toernooi eindigde in een play-off tussen Marcus Fraser en Danny Willett. Willett had al ruim 100 toernooien op de Europese Tour gespeeld en hoopte op zijn eerste overwinning. Pas op de vierde extra hole viel de beslissing. Hij had zijn bal net over de green geslagen, maar chipte hem dood bij de hole, terwijl Fraser een 3-putt maakte. Willett steeg bijna 100 plaatsen op de wereldranglijst en staat hierna bijna in de top-100.  Na Martin Kaymer is hij de jongste winnaar van dit toernooi. De overwinning geeft hem speelrecht op de Tour tot eind 2014. Bovendien mag hij nu in 2012 spelen in de WGC - Bridgestone Invitational en de WGC - HSBC Champions en in 2013 in de Volvo Golf Champions.
Paul McGinley produceerde de beste dagronde met een score van 66. Robert-Jan Derksen was de enige Nederlander die in de laatste ronde onder par bleef.
- Leaderboard

| Speler             | Ronde 1 | Ronde 1 | Nr   | Ronde 2 | Ronde 2 | Totaal | Nr  | Ronde 3 | Ronde 3 | Totaal | Nr  | Ronde 4 | Ronde 4 | Totaal | Nr  |
| ------------------ | ------- | ------- | ---- | ------- | ------- | ------ | --- | ------- | ------- | ------ | --- | ------- | ------- | ------ | --- |
| Danny Willett      | 65      | -7      | T3   | 70      | -2      | -9     | T2  | 69      | -3      | -12    | 1   | 73      | +1      | -11    | 1   |
| Marcus Fraser      | 64      | -8      | T1   | 74      | +2      | -6     | T13 | 68      | -4      | -10    | T4  | 71      | -1      | -11    | 2   |
| Chris Wood         | 65      | -7      | T3   | 70      | -2      | -9     | T2  | 70      | -2      | -11    | T2  | 73      | +1      | -10    | T3  |
| Paul McGinley      | 65      | -7      | T3   | 70      | -2      | -9     | T2  | 77      | +5      | -4     | T27 | 66      | -6      | -10    | T3  |
| Joel Sjöholm       | 67      | -5      | T9   | 66      | -6      | -11    | 1   | 72      | par     | -11    | T2  | 75      | +3      | -8     | T8  |
| Keith Horne        | 66      | -6      | T6   | 73      | +1      | -5     | T21 | 67      | -5      | -10    | T4  | 75      | +3      | -7     | T12 |
| Fabrizio Zanotti   | 64      | -8      | T1   | 71      | -1      | -9     | T2  | 72      | par     | -9     | T6  | 74      | +2      | -7     | T12 |
| Robert-Jan Derksen | 69      | -3      | T29  | 70      | -2      | -5     | T21 | 75      | +3      | -2     | T42 | 70      | -2      | -4     | T29 |
| Joost Luiten       | 68      | -4      | T17  | 69      | -3      | -7     | T8  | 74      | +2      | -5     | T22 | 75      | +3      | -2     | T38 |
| Wil Besseling      | 71      | -1      | T66  | 69      | -3      | -4     | T30 | 76      | +4      | par    | T52 | 75      | +3      | +3     | T60 |
| Reinier Saxton     | 72      | par     | T90  | 72      | par     | par    | MC  |         |         |        |     |         |         |        |     |
| Tim Sluiter        | 73      | +1      | T109 | 72      | par     | +1     | MC  |         |         |        |     |         |         |        |     |
| Maarten Lafeber    | 77      | +5      | T149 | 76      | +4      | +9     | MC  |         |         |        |     |         |         |        |     |

| Leider |  | Toernooirecord |  | MC = missed cut = cut gemist |

## De spelers
| - Warren Abery - Felipe Aguilar - Thomas Aiken - Rich Beem - Thomas Bjørn (2002) - Richard Bland - Knut Børsheim - Gary Boyd - Markus Brier - Michael Campbell - Jorge Campillo - Alejandro Cañizares - Paul Casey - Alex Cejka - SSP Chowrasia - Robert Coles - Rhys Davies - Carlos Del Moral - Daniel Denison - Robert-Jan Derksen - David Dixon - Andrew Dodt - Bradley Dredge - Edouard Dubois - Simon Dyson - Pelle Edberg - Johan Edfors - Jamie Elson - Gonzalo Fz-Castaño - Kenneth Ferrie - Darren Fichardt - Richard Finch - Oliver Fisher - Ross Fisher - Tommy Fleetwood - Oscar Florén - Mark Foster - Marcus Fraser | - Lorenzo Gagli - Stephen Gallacher - Jordi García - Sergio García - Ignacio Garrido - Jean-Baptiste Gonnet - Ricardo González - Retief Goosen - Tano Goya - Richard Green - Emiliano Grillo - Julien Guerrier - Alex Haindl - Anders Hansen - Grégory Havret - Benjamin Hebert - Peter Hedblom - Michael Hoey - Keith Horne - David Horsey (2010) - Sam Hutsby - Raphaël Jacquelin - Thongchai Jaidee - Scott Jamieson - Miguel Á Jiménez (2004) - Richard S Johnson - Andrew Johnston - Michael Jonzon - Martin Kaymer (2008) - Simon Khan - James Kingston - Søren Kjeldsen - Jbe' Kruger - Maarten Lafeber - Joakim Lagergren - Bernhard Langer - José Manuel Lara - Pablo Larrazábal (2011) | - Paul Lawrie - Craig Lee - Thomas Levet - Tom Lewis - Sam Little - Shane Lowry - Joost Luiten - Mikael Lundberg - David Lynn - Andrew Marshall - Pablo Martín - Gareth Maybin - Richard McEvoy - Damien McGrane - Colin Montgomerie (1999) - James Morrison - Jamie Moul - George Murray - Christian Nilsson - Matthew Nixon - José María Olazabal - Gary Orr - Hennie Otto - Phillip Price - Julien Quesne - Alvaro Quiros - Brett Rumford - Ricardo Santos - Reinier Saxton - Marcel Siem - Jeev Milkha Singh - Joel Sjöholm - Lee Slattery - Tim Sluiter - Richard Sterne - Graeme Storm - Andy Sullivan - Simon Thornton | - Tjaart Van der Walt - Anthony Wall - Marc Warren - Steve Webster - Peter Whiteford - Bernd Wiesberger - Danny Willett - Chris Wood - Fabrizio Zanotti - Matthew Zions Voormalige winnaars - John Daly (2001) - Niclas Fasth (2007) - David Howell (2005) Invitaties - Jin Jeong - Wen-yi Huang - Ben Parker - Dylan Frittelli - Shiv Kapur - Oliver Wilson - Alastair Forsyth - Alessandro Tadini Nationale rangorde - Björn Stromsky - Max Glauert - Christoph Günther - Marcel Haremza - Daniel Wuensche - Max Kramer - Dennis Küpper Amateurs - Moritz Lampert - Marcel Schneider |